# Astragalus nelidae
Astragalus nelidae är en ärtväxtart som beskrevs av Gomez-sosa. Astragalus nelidae ingår i släktet vedlar, och familjen ärtväxter. Inga underarter finns listade i Catalogue of Life.